# Obogeni
Obogeni – wieś w Rumunii, w okręgu Vâlcea, w gminie Stoilești. W 2011 roku liczyła 145 mieszkańców.